# Takanawa-Halbinsel
Die Takanawa-Halbinsel (jap. 高縄半島, Takanawa-hantō) ist eine Halbinsel im Nordwesten der japanischen Hauptinsel Shikoku. Umgeben ist die Halbinsel von der Meeresregion Itsuki-nada im Westen, Hiuchi-nada im Osten, die zur Seto-Inlandsee gehören. Nördlich erstrecken sich die Geiyo-Inseln. Auf der Halbinsel befinden sich die zur Präfektur Ehime gehörenden Gemeinden Matsuyama im Westen, Imabari im Norden und Saijō im Südosten. Die höchste Erhebung ist der Berg Higashi-Sampōgamori (東三方ヶ森; 33° 54′ N, 132° 58′ O) mit 1232,8 m.